# Alessandro Franchini
Alessandro Franchini (* 28. November 1829 in Mendrisio; † 16. Mai 1877 ebenda; heimatberechtigt in Mendrisio) war ein Schweizer Rechtsanwalt, Politiker, Tessiner Grossrat, Staatsrat und Ständerat.

## Biografie
Alessandro Franchini war Sohn des Anwalts Giuseppe Franchini und seiner Frau Antonia geborene Rusca. Er heiratete Arcangela Rusca. Nach dem Besuch des Servitengymnasiums in Mendrisio studierte er Rechtswissenschaften in den Universitäten Genf und Pisa, wo er 1851 ein Diplom in utroque jure erwarb. Von 1855 bis 1877 war er Rechtsanwalt und Notar, dann Gemeindesekretär von Mendrisio von 1859 bis 1865.
Seine politische Laufbahn als Liberale radikal begann im Jahr 1859 und er war Grossrat bis 1866 (Präsident 1862) und erneut von 1875 bis 1877.
Von 1866 bis 1877 war er auch als Staatsrat Leiter des Erziehungsdepartements; von Juli 1865 bis April 1866 war er Ständerat. Er war Mitglied der Verwaltungsräte des Spitals Beata Vergine in Mendrisio und der Gotthardbahn.